# Patriziato (Norimberga)

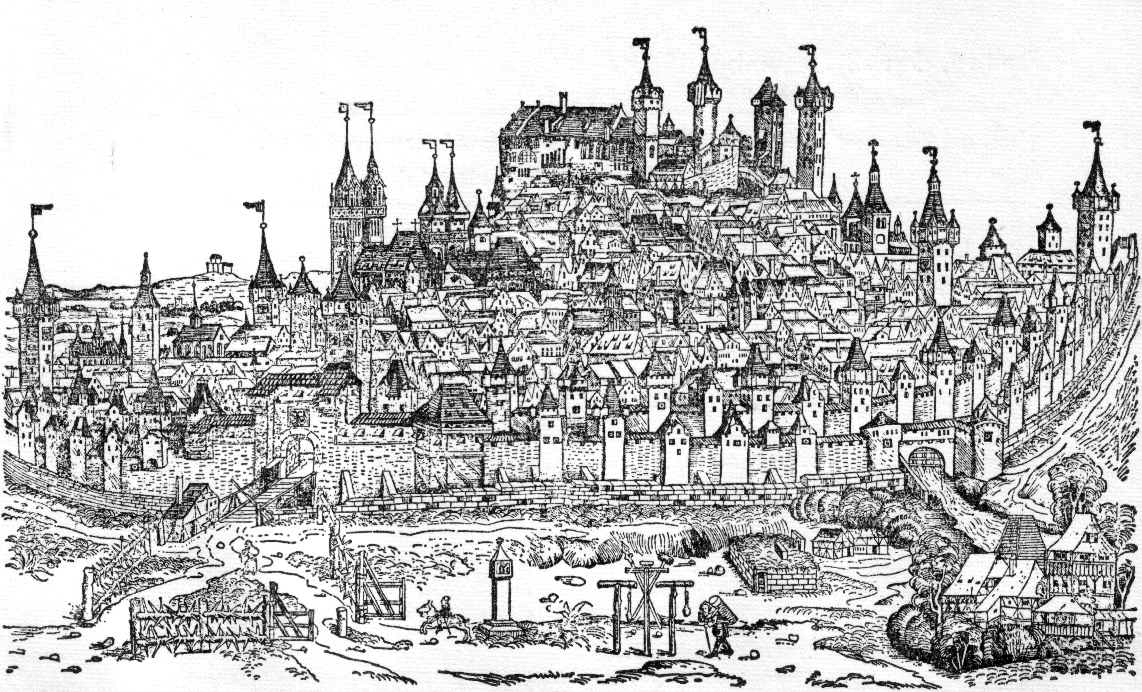
La città di Norimberga in un'incisione della fine del Quattrocento

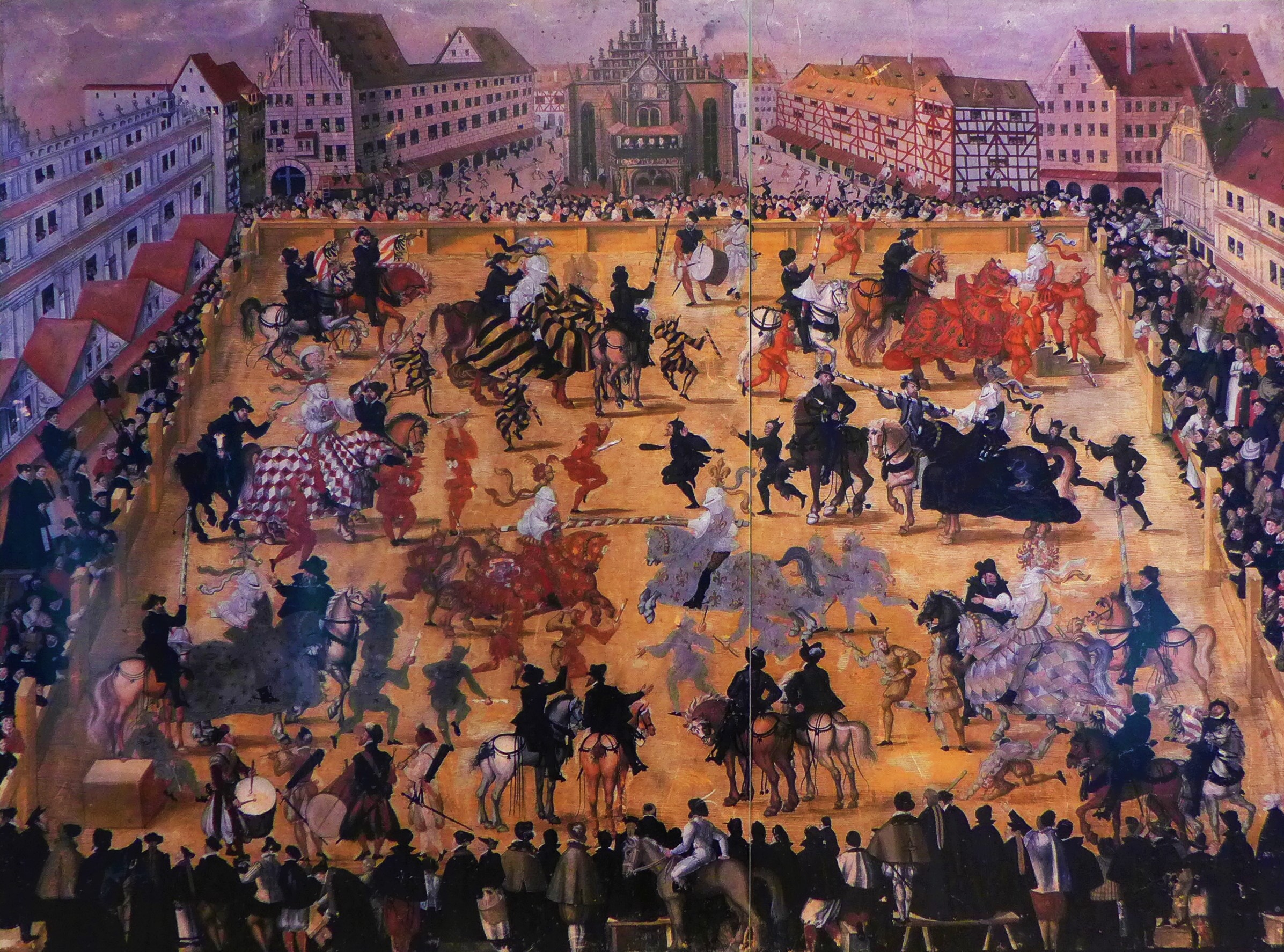
Torneo cavalleresco nella città di Norimberga

Il patriziato di Norimberga costituiva uno dei tre corpi sociali in cui era suddivisa la società della Città Imperiale di Norimberga, assieme ai cittadini ed agli straniera, e fu il vero ceto dominante della città sino all'occupazione napoleonica del 1806.
Dal 1256 fino all'occupazione francese e alla successiva incorporazione da parte della Baviera il 15 settembre 1806, Norimberga era governata dal consiglio. Esso era suddiviso in "consiglio interno" e "Gran consiglio". Il Consiglio interno era composto da otto rappresentanti dell'artigianato cittadino, mentre i restati membri erano tutti membri del patriziato cittadino di Norimberga. La città imperiale di Norimberga, come altre città imperiali, si descriveva come una "repubblica". Oltre al riferimento al modello romano, il termine significa anche un'opposizione alle riforme monarchiche solitamente tipiche dei governi dell'epoca, ma quella di Norimberga non può essere paragonata ad una moderna democrazia, quanto piuttosto ad una oligarchia.
Patrizio era il titolo nobiliare spettante ai membri dell'aristocrazia al governo della città di Norimberga e della Libera Città Imperiale di Norimberga. Il titolo era abbreviato, davanti al nome, dalla sigla patr.

## Storia

### Origini
Le famiglie che avevano diritto ad entrare a far parte del consiglio cittadino di Norimberga, si autoproclamarono patrizi dopo il periodo rinascimentale e comprendevano tutte quelle famiglie politicamente, economicamente e socialmente preminenti nella città imperiale. La maggior parte proveniva dalla carriera ministeriale. Dopo la caduta dell'impero degli Hohenstaufen, la maggior parte delle famiglie ministeriali imperiali, come gli Pfinzing, gli Stromer, gli Haller, i Muffel o i Groß, si trasferirono dalla Reichsland (Terra Imperii) alla città.

### Il patriziato cittadino

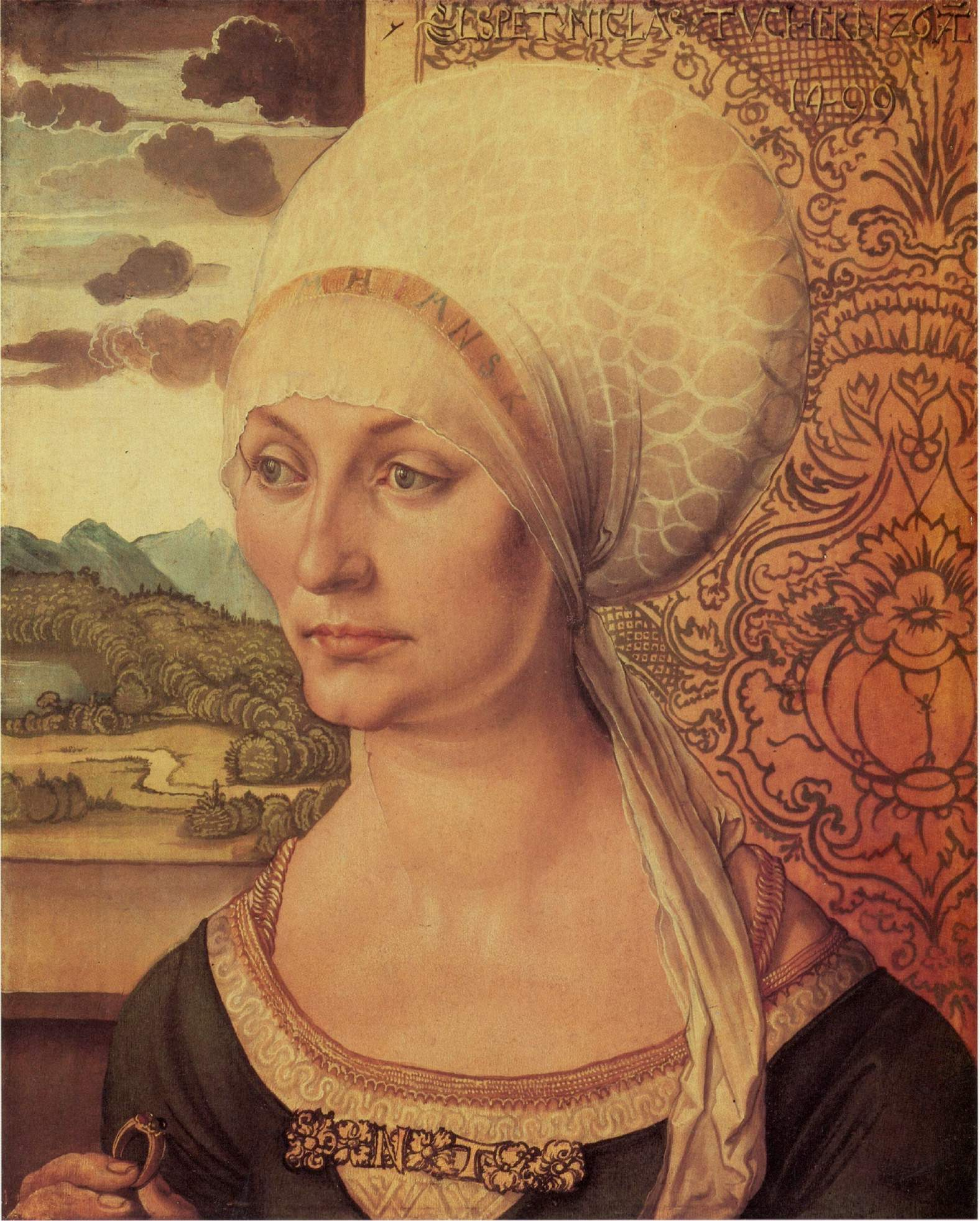
Ritratto di Elsbeth Tucher, dell'omonima famiglia patriziale di Norimberga, eseguito da Albrecht Dürer, 1499

All'inizio non vi erano differenze tra la nobiltà rurale e la nobiltà urbana nella repubblica di Norimberga, ma dalla metà del XIV secolo le due categorie andarono dividendosi. La nobiltà cittadina era in genere di più nuova formazione ed aveva ottenuto grandi ricchezze attraverso il commercio (anche su scala internazionale), transazioni finanziarie ed investimenti redditizi in compagnie minerarie, in particolare nell'Alto Palatinato e gradualmente riuscì ad essere preminente sull'aristocrazia rurale.
Molte famiglie patrizie avevano inoltre ottenuto la conferma della loro patente di nobiltà dall'imperatore attraverso lettere di nobilitazione o il permesso dell'uso di uno stemma con le insegne imperiali.

### La cooptazione
L'estinzione di molte famiglie nobili del patriziato cittadino di Norimberga nel tardo Medioevo costrinse il consiglio della città a integrare i propri membri con nuove famiglie rispettabili cooptate. Nel XV secolo vennero promosse nel patriziato ventidue nuove famiglie, tra cui i Kreß, i Rieter e gli Harsdörffer. In molti casi, queste famiglie si erano trasferite da città dell'Alta Germania, come ad esempio i Welser di Augusta, gli Ehinger di Ulma e gli Immh ed i Paumgartner di Lauingen. L'elenco dei nuovi patrizi venne pubblicato per statuto per la prima volta nel 1521, facendo raggiungere il numero delle famiglie totali del patriziato di Norimberga a quarantadue. Un nuovo decreto di cooptazione venne emesso nel XVIII secolo, sempre a causa dell'estinzione di alcune famiglie; in questa nuova tornata vennero ammesse sei nuove famiglie.

### Nobiles Norimbergenses
I patrizi più ricchi della città, noti anche come Nobiles Norimbergenses, si distinguevano chiaramente dall'abbigliamento che portavano in pubblico e, per statuto della città, essi non dovevano svolgere alcuna professione manuale, pur conducendo uno stile di vita aristocratico e dotandosi di splendide dimore, spesso per cancellare le proprie umili origini. Spesso questa alta aristocrazia della città deteneva il controllo anche delle finanze cittadine con frequenti casi di brogli e appropriazioni indebite, in particolare durante il convulso periodo della guerra dei trent'anni. Questi abusi vennero denunciati per la prima volta nel 1696 da Paul Albrecht Rieter von Kornburg. La città cercò quindi di contrastare il dilagare di questo fenomeno e di riorganizzare le finanze (riducendo quindi anche il debito pubblico creatosi), senza però addivenire ad una soluzione completa della faccenda. Per protesta, Kornburg si dimise dal consiglio cittadino, rinunciando ufficialmente ai suoi diritti civili e divenendo cavaliere imperiale.

### Il cavalierato
Sebbene trentanove famiglie patrizie possedessero da sole la maggior parte dei possedimenti agricoli della città-stato, in città permanevano anche i cavalieri imperiali che avevano ricevuto nobilitazione non dalla repubblica ma dall'impero (di cui pure la repubblica era membro); il consiglio, ovviamente, negò a questi ultimi l'uguaglianza col patriziato cittadino. Ne nacque una disputa che dal 1654 passò nelle mani dell'imperatore.
Coi privilegi del 1696 e del 1697, l'imperatore Leopoldo I confermò il numero delle famiglie patrizie di Norimberga e le loro vecchie prerogative di nobiltà, ma anche il diritto di accettare nuove famiglie. Malgrado ciò l'uguaglianza tra i titoli imperiali e quelli concessi dalla città era ancora ben lungi dall'essere risolta e, infatti, venne conclusa con l'equiparazione dei titoli solo nel 1753. Le funzioni di nobile cavaliere imperiale e di patrizio all'interno della gestione della città, ad ogni modo, rimasero sempre separate.

### La fine del patriziato
Con il crollo del Sacro Romano Impero, venne meno anche il concetto di libera città imperiale; il consiglio cittadino venne rovesciato. Con l'annessione alla Baviera, ad ogni modo, il nuovo governo riconobbe il ruolo preminente delle antiche venticinque famiglie patriziali della città superstiti e concesse loro il titolo di barone. Le famiglie cooptate nel corso del XVIII secolo ottennero la semplice nobilitazione.
Gli interessi dei patrizi furono rappresentati anche dopo il passaggio in Baviera dal Selekt, un'organizzazione istituita dal patriziato di Norimberga nel 1799.

## Famiglie patrizie
| Nome                                                           | Prima menzione | In consiglio dal: | Titolo nobiliare dal: | Note                                                                         | Personalità di rilievo | Stemma    |
| -------------------------------------------------------------- | -------------- | ----------------- | --------------------- | ---------------------------------------------------------------------------- | --- | --------- |
| Ebner von Eschenbach                                           | 1251           | 1319              | 1813                  |                                                                              | Christine Ebner (1277–1356) Erasmus Ebner (1511–1577) Marie von Ebner-Eschenbach (1830–1916) Moritz von Ebner-Eschenbach (1815–1898)                                                                                   | zentriert |
| Fürer von Haimendorf                                           | 1295           | 1501              | 1599                  |                                                                              | Christoph Fürer von Haimendorf (1663–1732) | zentriert |
| Geuder von Heroldsberg                                         | 1253           | 1349              | 1697                  | † 1963 linea di Rabensteiner (discendenti: Brunel-Geuder)                    | | zentriert |
| Grundherr von Altenthann und Weiherhaus                        | 1265           | 1340              | 1547                  |                                                                              | | zentriert |
| Gugel von Brand und Diepoltsdorf                               | 1450           | 1729              | 1543                  |                                                                              | Fabius von Gugel (1910–2000) | zentriert |
| Haller von Hallerstein                                         | 1293           | 1314              | 1790                  |                                                                              | Augustin Haller von Hallerstein (1703–1774) | zentriert |
| Harsdorf von Enderndorf (o: Harsdörffer/Harsdorfer/Harstörfer) | 1377           | 1450              | 1697                  |                                                                              | Georg Philipp Harsdorf (1607–1658), | zentriert |
| Holzschuher von Harrlach                                       | 1228           | 1319              | 1547                  |                                                                              | Rudolf Sigmund von Holzschuher (1777–1861) | zentriert |
| Imhoff                                                         | 1340           | 1402              | 1697                  |                                                                              | Gustaaf Willem Imhoff (1705–1750) | zentriert |
| Kreß von Kressenstein                                          | 1307           | 1418              | 1530                  |                                                                              | Otto Kreß von Kressenstein (1850–1929) Friedrich Kreß von Kressenstein (1870–1948) Franz Kreß von Kressenstein (1881–1957)                                                                                             | zentriert |
| Löffelholz von Kolberg                                         | 1420           | 1440              | 1512                  |                                                                              | | zentriert |
| Oelhafen von Schöllenbach                                      | 1363           | 1729              | 1489                  | legale dal 1546                                                              | | zentriert |
| Praun                                                          | 1383           | 1788              | 1789                  | † 1867 linea antica Discendenti: linea nuva – Münchner Raum                  | | zentriert |
| Scheurl von Defersdorf                                         | 1440           | 1729              | 1540                  | legale dal 1580                                                              | Christoph von Scheurl II (1481–1542) | zentriert |
| Stromer von Reichenbach                                        | 1230           | 1291              | 1697                  |                                                                              | Peter Stromer (dal 1315–1388) Ulman Stromer (1329–1407) Wolf Jacob Stromer (1561–1614) Otto Stromer von Reichenbach (1831–1891) Ernst Stromer von Reichenbach (1871–1952) Wolfgang Stromer von Reichenbach (1922–1999) | zentriert |
| Tucher von Simmelsdorf                                         | 1309           | 1340              | 1697                  |                                                                              | Endres Tucher (1423–1507) Hans Tucher (1428–1491) Anton Tucher (1458–1524) | zentriert |
| Volckamer von Kirchensittenbach                                | 1337           | 1362              | 1813                  |                                                                              | | zentriert |
| Welser von Neunhof und zu Beerbach                             | 1420           | 1504              | 1368                  | † 1797 linea di Augusta † 1878 linea di Neunhofer Discendenti: linea di Ulma | Augusta: Bartholomäus V. Welser (1484–1561) Bartholomäus VI. Welser (1512–1546) Philippine Welser (1527–1580) Norimberga: Carl Wilhelm von Welser (1663–1711) Ulma: Johann Michael von Welser (1869–1943)              | zentriert |

### Migrati
| Nome | Prima menzione | In consiglio dal: | Titolo nobiliare dal: | Note | Personalità di rilievo                                                                      | Stemma    |
| --- | -------------- | ----------------- | --------------------- | --- | ------------------------------------------------------------------------------------------- | --------- |
| Bosch o: Posch                                                                                               | 1467           | 1536              |                       | In consiglio dal 1678 | Wolfgang II Bosch (1500–1558), educatore del duca Alberto di Baviera. Johann Adam von Posch |           |
| Eyb – Pilgram von Eyb                                                                                        | 1165           |                   |                       | Membri della nobiltà della Franconia                                                                                          |                                                                                             | zentriert |
| Hegner von Altenweiher Hegner von Altweyer und Moos Edle und Ritter von Högen (Högn) Hegener, Hegnein, Heegn | 1385           | 1441–1459         |                       | dal 1600 circa migrarono nel Palatinato e poi in Boemia (Kostrzan, Kosterschan Kosterzan, Kostrcany) ed in Ungheria (Versecz) | Ulman Hegner, borgomastro di Norimberga (1441–1459)                                         | zentriert |
| Langmann (famiglia)                                                                                          |                | 1352              |                       | In consiglio dal 1369; † 1381                                                                                                 | Cunz Langmann, consigliere Adelheid Langmann, mistica                                       |           |
| Münzmeister (famiglia) Haller detti anche Münzmeister                                                        |                | 1418              |                       | In consiglio dal 1423, emigrata successivamente                                                                               |                                                                                             | zentriert |
| Rehlinger (famiglia) o: Rehlingen, Rehling                                                                   | 1302           | 1468–1475         |                       | 1302 in Augusta anche: Rehling                                                                                                |                                                                                             | zentriert |
| Wolf von Wolfsthal                                                                                           | 1469           | 1499              | 1500                  | In consiglio fino al 1504 nobilitata nel 1605 dall'imperatore Massimiliano I, dal 1707 conti imperiali; † 1717                |                                                                                             | zentriert |

### Estinti
| Nome                                         | Prima menzione | In consiglio dal: | Titolo nobiliare dal: | Note                                                                 | Personalità di rilievo                                                | Stemma    |
| -------------------------------------------- | -------------- | ----------------- | --------------------- | -------------------------------------------------------------------- | --------------------------------------------------------------------- | --------- |
| Ammon Ammann                                 |                | 1357              |                       | † 1483                                                               |                                                                       | zentriert |
| Behaim von Schwarzbach auf Kirchensittenbach | 1285           | 1319              | 1681                  | † 1942                                                               |                                                                       | zentriert |
| Derrer von Unterbürg                         | 1319           | 1355              |                       | † 1706                                                               |                                                                       | zentriert |
| Eisvogel                                     | 1296           | 1332              |                       | † 1627                                                               |                                                                       | zentriert |
| Esler                                        | 1274           |                   |                       | † ?                                                                  |                                                                       | zentriert |
| Flexdorfer                                   | 1305           | 1380              |                       | † 1449                                                               |                                                                       | zentriert |
| Fütterer                                     | 1304           | 1501              |                       | † 1586                                                               |                                                                       | zentriert |
| Geuschmid                                    | 1270           | 1347              |                       | † ?                                                                  |                                                                       | zentriert |
| Grabner                                      |                |                   |                       | † ?                                                                  |                                                                       | zentriert |
| Graser                                       | 1311           | 1395              |                       | † 1470                                                               |                                                                       | zentriert |
| Groland von Oedenberg                        | 1305           | 1346              |                       | † 1720                                                               |                                                                       | zentriert |
| Groß                                         | 1274           | 1319              |                       | † 1589                                                               | Konrad Groß                                                           | zentriert |
| Haid Heyden/Haiden/Heiden                    | 1305           | 1357              |                       | † XVIII secolo                                                       |                                                                       | zentriert |
| Hirschvogel                                  | 1380           | 1450              |                       | † 1550                                                               |                                                                       | zentriert |
| Kammermeister                                | 1303           | 1443              |                       | † 1741                                                               |                                                                       | zentriert |
| Katterbeck                                   | 1283           | 1318              |                       | † 1395                                                               |                                                                       | zentriert |
| Kestel                                       |                | 1355              |                       | † 1355                                                               |                                                                       | zentriert |
| Koler von Neunhof                            | 1246           | 1319              |                       | † 1688                                                               |                                                                       | zentriert |
| Krauter                                      |                | 1352              |                       | In consiglio dal 1369; † 1450                                        |                                                                       | zentriert |
| Küdorfer                                     | 1236           | 1318              |                       | In consiglio dal 1369; † 1598 dal 1400 nella nobiltà della Franconia |                                                                       | zentriert |
| Lemmel anche: Lemlein                        | 1249           | 1447              |                       | In consiglio dal 1473; † 1513 (linea antica di Norimberga)           |                                                                       | zentriert |
| Maurer (famiglia) anche: Meurl               | 1249           | 1342              |                       | † nel XVI secolo                                                     |                                                                       | zentriert |
| Meichsner                                    | 1396           | 1453              |                       | † XVII secolo                                                        |                                                                       | zentriert |
| Mendel                                       | 1305           | 1354              |                       | † 1631                                                               |                                                                       | zentriert |
| Mentelein                                    |                |                   |                       | In consiglio dal 1344; † 1361 (?)                                    |                                                                       | zentriert |
| Muffel von Eschenau Muffel von Ermreuth      | 1286           | 1318              |                       | † 1784                                                               |                                                                       | zentriert |
| Nadler                                       |                | 1347              |                       | In consiglio dal 1347 e dal 1352; † 1360                             |                                                                       | zentriert |
| Neumarkter                                   | 1259           | 1332              |                       | † 1361                                                               |                                                                       | zentriert |
| Nützel von Sündersbühl                       | 1272           | 1319              |                       | † 1747                                                               |                                                                       | zentriert |
| Ortlieb                                      | 1260           | 1332              |                       | In consiglio dal 1442; † 1478                                        |                                                                       | zentriert |
| Paumgartner von Holnstein und Grünsberg      | 1255           | 1396              |                       | † 1726                                                               |                                                                       | zentriert |
| Peller von Schoppershof                      | 1559           | 1788              | 1585                  | † 1870                                                               |                                                                       | zentriert |
| Peßler                                       | 1427           | 1729              |                       | † 1786                                                               |                                                                       | zentriert |
| Pfinzing von Henfenfeld                      | 1233           | 1274              |                       | † 1764                                                               |                                                                       | zentriert |
| Pirckheimer                                  | 1358           | 1386              |                       | † 1530                                                               | Willibald Pirckheimer (1470–1530) umanista ed amico di Albrecht Dürer | zentriert |
| Pömer von Diepoltsdorf                       | 1286           | 1395              | 1697                  | † 1814                                                               |                                                                       | zentriert |
| Prünsterer                                   | 1358           | 1455              |                       | † nel 1500                                                           | Franz Prünsterer consigliere a Lubecca dal 1619                       | zentriert |
| Puck                                         |                | 1344              |                       | In consiglio dal 1344; † 1427                                        |                                                                       | zentriert |
| Reich anche: Reichel                         | 1372           | 1447              |                       | † 1578                                                               |                                                                       | zentriert |
| Rieter von Kornburg und Kalbensteinberg      | 1361           | 1437              | 1447                  | † 1753                                                               |                                                                       | zentriert |
| Rummel von Zant und Lonnerstadt              | 1281           | 1402              |                       | † 1807                                                               |                                                                       | zentriert |
| Sachs                                        |                | 1360              |                       | In consiglio dal 1372; † 1500 (c.)                                   |                                                                       | zentriert |
| Schlüsselfelder von Kirchensittenbach        | 1382           | 1536              |                       | † 1709                                                               |                                                                       | zentriert |
| Schmugenhofer                                |                | 1291              |                       | In consiglio dal 1378; † 1469                                        |                                                                       | zentriert |
| Schopper                                     | 1267           | 1319              |                       | † 16. Jh. oder abgewandert                                           |                                                                       | zentriert |
| Schürstab Schürstab von Oberndorf            | 1299           | 1355              |                       | † 1743                                                               |                                                                       | zentriert |
| Schütz Schütz von Hagenbach                  |                | 1404              |                       | Dal 1404 al 1405 in consiglio, poi emigrarono; † 1540                |                                                                       | zentriert |
| Seibold                                      |                | 1352              |                       | In consiglio dal 1352; † 1369 (c.)                                   |                                                                       | zentriert |
| Starck von Röckenhof                         | 1387           | 1453              |                       | † 1715                                                               |                                                                       | zentriert |
| Tetzel von Kirchensittenbach                 | 1326           | 1343              |                       | † 1736                                                               |                                                                       | zentriert |
| Stein (famiglia)                             |                | 1291              |                       | In consiglio dal 1365; † 1395 (linea di Norimberga)                  |                                                                       | zentriert |
| Steinlinger (famiglia), Steinling            |                | 1397              |                       | In consiglio dal 1455; † a Norimberga 1477; † 1984                   |                                                                       | zentriert |
| Teufel (famiglia)                            | 1233           | ?                 |                       | In consiglio dal 1441; † 1451                                        |                                                                       | zentriert |
| Thill (famiglia) Hack von Suhl               | 1422           | 1729              |                       | † 1771                                                               |                                                                       | zentriert |
| Toppler (famiglia) Topler                    | 1408           | 1475              |                       | † 1687                                                               | Heinrich Toppler                                                      | zentriert |
| Valzner (famiglia)                           | 1401           | 1403              |                       | In consiglio dal 1418; † 1423                                        |                                                                       | zentriert |
| Viehtel (famiglia) anche: Pecus              | 1285           | 1318              |                       | † ?                                                                  |                                                                       |           |
| Vorchtel (famiglia)                          | 1243           | 1319              |                       | † 1515                                                               |                                                                       | zentriert |
| Wagner (famiglia)                            |                |                   |                       | † ?                                                                  |                                                                       | zentriert |
| Waldstromer von Reichelsdorf                 | 1223           | 1729              | 1551                  | † 1844                                                               |                                                                       | zentriert |
| Weigel (famiglia)                            | 1285           | 1332              |                       | † 1430                                                               |                                                                       | zentriert |
| Woelckern (famiglia)                         | 1530           | 1788              | 1728                  | † 1905                                                               |                                                                       | zentriert |
| Zenner (famiglia)                            |                | 1377              |                       | In consiglio dal 1377 e dal 1379, † ?                                |                                                                       | zentriert |
| Zingel (famiglia)                            | 1367           | 1435              |                       | † 1539                                                               |                                                                       | zentriert |
| Zollner vom Brand                            | 1340           | 1402              |                       | † 1776                                                               |                                                                       | zentriert |

## Famiglie subentrate
Le famiglie subentrate erano quelle che vennero ammesse nel consiglio cittadino all'estinzione o alla migrazione di alcune famiglie consiliari di Norimberga.
| Nome                                | Prima menzione | In consiglio dal: | Titolo nobiliare dal: | Note                                                | Personalità di rilievo                                                                   | Stemma |
| ----------------------------------- | -------------- | ----------------- | --------------------- | --------------------------------------------------- | ---------------------------------------------------------------------------------------- | ------ |
| Ditl                                |                |                   |                       | † ?                                                 |                                                                                          |        |
| Fürleger                            | 1310           | 1495              | 1625                  | † ?                                                 | Gottfried Fürleger fu l'ultimo rappresentante della famiglia a Norimberga (1702 - ?)     |        |
| Gundelfinger                        | 1350           |                   |                       | 1550 fuggita a causa dell'eccessivo indebitamento   |                                                                                          |        |
| Halbwachs Halbwachsen               |                |                   |                       | † ?                                                 |                                                                                          |        |
| Held (originariamente Hagelsheimer) | 1357           |                   |                       | † 1682                                              |                                                                                          |        |
| Kämmerer                            |                |                   |                       | † ?                                                 |                                                                                          |        |
| Ketzel (o Kötzel)                   |                | 1438              |                       | 1422/35 immigrata da Augusta a Norimberga; † 1588   |                                                                                          |        |
| Koburger/Koberger                   |                |                   |                       | † ?                                                 | Anton Koberger                                                                           |        |
| Köler                               |                |                   |                       | † ?                                                 |                                                                                          |        |
| Kötzler                             | 1298           |                   |                       | † 1674                                              |                                                                                          |        |
| Krell                               |                |                   |                       | † ? Commercianti di stoffe ed imprenditori minerari |                                                                                          |        |
| Letscher                            |                |                   |                       | † ?                                                 |                                                                                          |        |
| Lochaim                             | 1373           |                   |                       | † 1546 (?)                                          | Wolflein von Lochamer (Lochaim), intorno al 1500 fu proprietario del Lochamer-Liederbuch |        |
| Melber                              |                |                   |                       | † ?                                                 |                                                                                          |        |
| Örtel                               |                |                   |                       | † 1666                                              |                                                                                          |        |
| Ploben o: Plob von Ploben Plauen    |                |                   | 1451                  | † 1619                                              |                                                                                          |        |
| Pucher                              |                |                   |                       | † ?                                                 |                                                                                          |        |
| Römer                               |                |                   |                       | † ?                                                 |                                                                                          |        |
| Schedel                             |                |                   |                       | † 1571                                              | Hartmann Schedel                                                                         |        |
| Schlaudersbach                      | 1495           |                   |                       | † XVII secolo                                       |                                                                                          |        |
| Schleicher                          |                |                   |                       | † ?                                                 |                                                                                          |        |
| Schmidmeyer von Schwarzenbruck      | 1380           |                   |                       | † 1707                                              |                                                                                          |        |
| Schnöd                              | 1342           |                   |                       | Emigrati a Ulma nel 1552                            |                                                                                          |        |
| Stockamer                           |                |                   |                       | † ?                                                 |                                                                                          |        |
| Trainer                             |                |                   |                       | † ?                                                 |                                                                                          |        |
| Voit von Wendelstein                |                |                   |                       | † 1718                                              |                                                                                          |        |

## Famiglie patrizie non consiliari
| Nome                          | Prima menzione | Patriziato dal: | Titolo nobiliare dal: | Note   | Personalità di rilievo | Stemma |
| ----------------------------- | -------------- | --------------- | --------------------- | ------ | ---------------------- | ------ |
| Dietherr von Anwanden         | 1431           | 1730            | 1813                  | † 1819 |                        |        |
| Furtenbach auf Reichenschwand | 1371           | 1768            | 1813                  | † 1957 |                        |        |
| Gammersfelder von Solar       | 1466           | 1730            | 1466                  | † 1740 |                        |        |
| Petz von Lichtenhof           | 1450           | 1730            | 1813                  |        |                        |        |
| Viatis                        | 1538           | 1730            | 1818                  | † 1834 | Bartholomäus Viatis    |        |

## Famiglie onorabili non consigliari
Nonostante l'alto prestigio, i grandi beni e i legami familiari accumulati con famiglie patrizie o consiliari di alcune famiglie non furono in grado di entrare né nel patriziato né nel consiglio cittadino.

### Famiglie mercantili
| Nome     | Prima menzione | A Norimberga dal: | Titolo nobiliare dal: | Note                                 | Personalità di rilievo | Stemma |
| -------- | -------------- | ----------------- | --------------------- | ------------------------------------ | ---------------------- | ------ |
| Landauer | XIV secolo     |                   |                       | † 1515 Landauersches Zwölfbrüderhaus |                        |        |

### Famiglie nobili non patrizie
| Nome                   | Prima menzione | A Norimberga dal: | Titolo nobiliare dal: | Note                                                                  | Personalità                                              | Stemma |
| ---------------------- | -------------- | ----------------- | --------------------- | --------------------------------------------------------------------- | -------------------------------------------------------- | ------ |
| Dilherr von Thumenberg | 1423           | 1531              | 1600                  | † 1707 prima linea di Norimberga († 1758 seconda linea di Norimberga) | Johann Michael Dilherr (Hennebergische linea di Dilherr) |        |
| Gründlach              | 1140           | 1140              | ?                     | † 1314/15 linea di Norimberga † 1464 linea di Berg-Hertingsberger     | Leopold I von Gründlach                                  |        |
| Winkler von Mohrenfels | 1156           |                   | ?                     |                                                                       |                                                          |        |